# Сент Ојен
Сент Ојен (итал. Saint-Oyen) је насеље у Италији у округу Долина Аосте, региону Долина Аосте.
Према процени из 2011. у насељу је живело 217 становника. Насеље се налази на надморској висини од 1366 м.

## Становништво
Према резултатима пописа становништва 2011. у општини је живело 217 становника.
| 1931. | 1936. | 1951. | 1961. | 1971. | 1981. | 1991. | 2001. | 2011. |
| ----- | ----- | ----- | ----- | ----- | ----- | ----- | ----- | ----- |
| 216   | 210   | 209   | 200   | 188   | 165   | 195   | 188   | 217   |

## Партнерски градови
- Saint-Oyens
- Montbellet
- Сент Ојен